# Remparts de Dinan
Ne doit pas être confondu avec Enceinte de Dinant.
Les remparts de Dinan sont une série de murailles érigées au Moyen Âge pour protéger la ville de Dinan. L'enceinte a un périmètre d'environ 2 650 m et d'une surface d'environ 30 ha, ce qui en fait au XVe siècle la troisième plus importante place forte du duché de Bretagne, seules Rennes (50 ha) et Nantes (40 ha) étant plus grandes à l'époque. Les remparts de Rennes et de Nantes ayant aujourd'hui disparu, alors que ceux de Dinan sont remarquablement préservés, ces derniers sont maintenant les plus grands de Bretagne et constituent « l'un des ensembles fortifiés parmi les plus exceptionnels de France », selon l'historien Xavier Barral i Altet (es).
Les remparts de Dinan donnent leur nom à la Fête des remparts, une fête médiévale créée en 1982 et ayant lieu tous les deux ans.

## Situation
Dinan est construite dans la première moitié du XIe siècle sur le bord oriental d'un plateau dominant la Rance, dont il contrôle le fond de l'estuaire, à un kilomètre en aval de l'abbaye Saint-Magloire de Léhon, qui avait elle-même été fondée au IXe siècle.
L'emplacement de la ville est protégé à l'Est et à l'Ouest par des vallées escarpées. Au Sud, en direction de Léhon, les pentes sont bien moins raides mais suffisantes pour ralentir une attaque. Le côté le plus vulnérable est au Nord, où le terrain est beaucoup plus plat, mais la forêt (qui s'étend aussi à l'Ouest) et un marécage ralentissent les déplacements.
Les remparts, construits à partir du XIIIe siècle (d'abord par les seigneurs de la famille de Dinan, puis par les ducs de Bretagne aux XIVe et XVe siècles), exploitent ces défenses naturelles, formant ainsi un quadrilatère irrégulier suivant les escarpement sur les côtés est, sud et ouest.

## Construction

### Période féodale

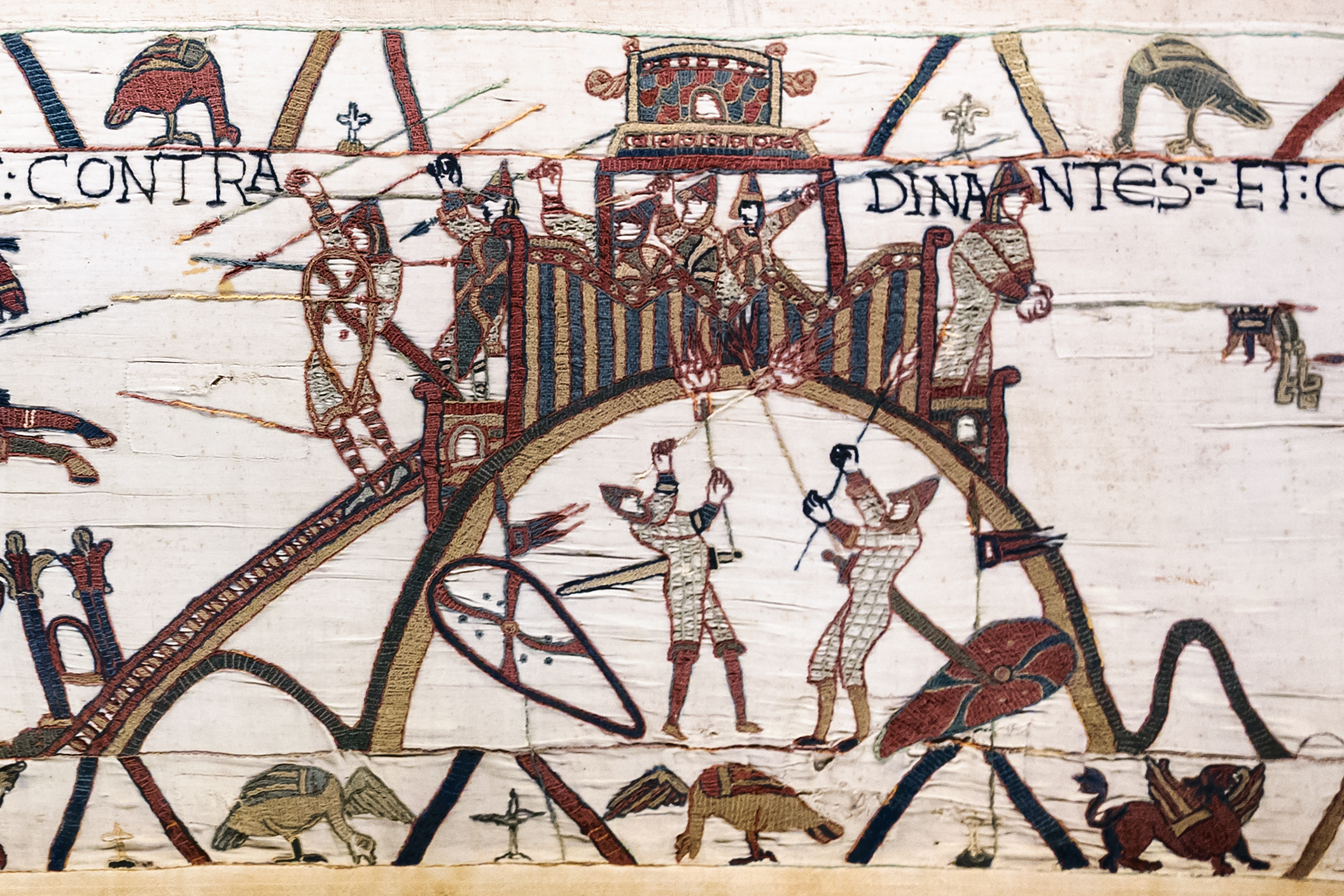
Le premier château de Dinan sur la Tapisserie de Bayeux.

Le premier ouvrage défensif de Dinan est une motte castrale, appelée « vieil chastel » ou « Châteauganne », construite dès le XIe siècle. Son emplacement présumé est un promontoire au nord-est de la ville, qui se trouve à l'extérieur de l'enceinte actuelle. Il est détruit vers 1170. Il n'en reste aujourd'hui que le nom : la résidence du sous-préfet, située sur ce promontoire, est en effet toujours appelée Château-Ganne.
Si en 1154, le géographe arabe Al Idrissi décrit Dinan comme une « ville ceinte de murs en pierres, commerçante, et port d'où on expédie de tous côtés des marchandises », l'historien Stéphane Gesret estime que c'est une exagération mais qu'il existait des ouvrages de fortifications, probablement des côtés Nord et Nord-Ouest, naturellement plus exposés.
Les remparts actuels ont été construits à partir du XIIIe siècle par les seigneurs de la famille de Dinan, mais aucun document d'époque n'ayant été conservé, il n'est pas possible de dater les débuts de la construction avec précision. La partie basse de la porte Saint-Malo et quelques portions de courtine pourraient dater de cette époque.

### Domaine ducal
En 1265 le duc de Bretagne Jean Ier le Roux achète pour 16 000 livres, à Alain II d'Avaugour, fils d'Henri Ier d'Avaugour, la seigneurie héritée de sa mère à Dinan et Léhon. Cette acquisition est contestée par le vieux Henri au nom des droits de son petit-fils Henriot et donne lieu à un très long procès qui est porté jusqu'à la cour de Paris qui ne se termine seulement qu'en 1283.
À la suite de l'intégration de la ville au domaine ducal, Jean Ier et ses successeurs entament d'importants travaux de fortification. Trois portes ainsi que beaucoup de tours, ainsi qu'un donjon situé à l'emplacement de l'actuel, sont ainsi construits durant la période de paix durant du début du XIVe siècle au déclenchement de la guerre de succession de Bretagne en 1341.
Après la fin de la guerre de Cent Ans, les ducs de Bretagne entreprennent de moderniser la défense de leurs places de guerre pour tenir compte de l'arrivée de l'artillerie à poudre noire. Sous Pierre II (1450-1457), la porte de l'Hôtellerie ainsi que trois tours sont construites. Sous François II, les relations avec le royaume de France se dégradent et le duc participe à la Ligue du Bien public en 1465 contre Louis XI de France. Après l'échec de cette ligue, il participe à une nouvelle en 1468, aux côtés de Charles le Téméraire, qui échoue également. François II est alors contraint de  prêter allégeance à la Couronne de France par le traité d'Ancenis.
Après cela, il entame une nouvelle série de grands travaux de fortifications. À Dinan, l'essentiel des travaux est réalisé de 1476 à 1488. Durant ces travaux, les quatre entrées de la ville sont dotées d'ouvrages avancés ou de boulevards, les anciens fossés sont élargis pour former une grande douve sur les côtés sud, nord et nord-ouest, doublée d'une contrescarpe édifiée à partir des matériaux extraits lors de leur creusement, et cinq grandes tours d'artilleries sont construites.

### Ouvrages tardifs
Après la guerre de Bretagne en 1488, durant laquelle Dinan échappe aux combats, la ville n'est plus assiégée jusqu'à la fin du XVIe siècle. En 1585, le gouverneur de Bretagne Philippe-Emmanuel de Lorraine, duc de Mercœur et chef de file des ligueurs bretons, obtient lors du traité de Nemours de pouvoir améliorer les fortifications de Concarneau et Dinan. Il fait boucher les portes du Jerzual et du Guichet, et une galerie à deux étages, appelée « souterrain Mercœur » est édifiée pour relier le château et la tour de Coëtquen. 
Il fait également édifier des bastions en plusieurs points de l'enceinte : les boulevards construits au siècle précédent sont renforcés, un éperon triangulaire construit devant la tour Saint-Julien et deux autres pour protéger le Jerzual.
En 1620, la porte Saint-Louis est percée entre les tours de Penthièvre et de Coëquen. Œuvre de l'ingénieur et architecte du roi Thomas Poussin, elle permet de faciliter l'accès à la route de Rennes, qui se faisait par la porte de Brest depuis la fermeture de la porte du Guichet. Elle est alors surmontée d'un corps de garde couvert d'ardoises et démoli en 1791. Sur le mur intérieur, une niche abrite une pietà, déplacée au musée de Dinan dans les années 1970. Le percement de cette porte permet l'émergence du quartier du Haut-Bourgneuf dans son prolongement.
La porte du Jerzual est remise en service en 1642.

## Transformation en prison et destructions
À partir du milieu du XVIIe siècle, Dinan, qui n'a plus l'importance stratégique qu'elle avait à l'époque ducale, sert surtout à la garde de prisonniers de guerre. Les diverses inspections des remparts montrent que leur entretien est négligé, et que des portions croissantes sont occupées par des jardins particuliers. Des travaux de réfections sont toutefois entrepris après l'inspection de 1693.
Le rôle de prison du château et des tours s'accentue au XVIIIe siècle, et seuls les ouvrages affectés à cet effet sont entretenus. Un certain nombre de défenses avancées sont détruites, le fossé de la porte Saint-Louis comblé. Dans les années 1780, lors de l'aménagement du Grand-Chemin, la tourelle Sainte-Catherine et la tour du Bois-Harouard, ainsi qu'une bonne partie du mur d'enceinte à cet endroit, pour raisons de sécurité.
Durant la Révolution française, devant la menace de l'armée catholique et royale de Vendée, les murs sont remis en état, les portes à nouveau gardées et fermées, et des palissades dressées pour couper le Grand-Chemin.
Le XIXe siècle voit de nouvelles destructions, que ce soit pour faciliter la circulation ou du fait de particuliers ayant acheté certains ouvrages. Cependant, c'est aussi à ce moment que les premiers efforts de préservation sont entrepris.

## Tours et portes
Les tours et portes des remparts sont listées ci-dessous dans le sens horaire à partir de la Tour ducale, située au sud-ouest. Si les noms des portes sont restés assez constants depuis le Moyen-Âge, ceux des tours ont souvent changé, et parfois été mal identifiées sur certaines cartes. Les noms utilisés ici sont ceux qui sont utilisés depuis le courant du XIXe siècle.
| Numéro | Nom                                       | Localisation                | Construction                                                                  | Destruction                                                                | Commentaires / origine | Image |
| ------ | ----------------------------------------- | --------------------------- | ----------------------------------------------------------------------------- | -------------------------------------------------------------------------- | --- | ----- |
| 1      | Tour ducale                               | 48° 27′ 01″ N, 2° 02′ 42″ O | 1384                                                                          |                                                                            | Couramment appelée « Donjon » |       |
| 2      | « Casemate » (Voir sur Wikidata)          | 48° 27′ 04″ N, 2° 02′ 42″ O | Fin XIIIe siècle - Début XIVe siècle                                          | Probablement vers 1782-1783, mais figure encore sur des plans plus tardifs | |       |
| 3      | Tour du Connétable (Voir sur Wikidata)    | 48° 27′ 07″ N, 2° 02′ 44″ O | Fin du XVe siècle                                                             |                                                                            | |       |
| 4      | Tour Beaufort (Voir sur Wikidata)         | 48° 27′ 12″ N, 2° 02′ 46″ O | Début du XIVe siècle                                                          |                                                                            | |       |
| 5      | Porte de Brest                            | 48° 27′ 15″ N, 2° 02′ 52″ O | Milieu du XVe siècle                                                          | 1881                                                                       | Longtemps appelée porte de l'Hôtellerie. |       |
| 6      | Tour Saint-Julien (Voir sur Wikidata)     | 48° 27′ 21″ N, 2° 02′ 55″ O | Fin XIVe siècle, ou plus probablement première moitié du XVe siècle           |                                                                            | |       |
| 7      | Tour de Lesquen (Voir sur Wikidata)       | 48° 27′ 23″ N, 2° 02′ 51″ O | Seconde moitié du XVe siècle                                                  |                                                                            | |       |
| 8      | Tour de la Rue-Neuve (Voir sur Wikidata)  | 48° 27′ 24″ N, 2° 02′ 45″ O | Seconde moitié du XVe siècle                                                  | 1807-1808                                                                  | |       |
| 9      | Tour Beaumanoir                           | 48° 27′ 24″ N, 2° 02′ 41″ O | Années 1480                                                                   |                                                                            | |       |
| 10     | Porte Saint-Malo (Voir sur Wikidata)      | 48° 27′ 22″ N, 2° 02′ 36″ O | Milieu du XIIIe siècle                                                        |                                                                            | |       |
| 11     | Tour du Gouverneur (Voir sur Wikidata)    | 48° 27′ 21″ N, 2° 02′ 32″ O | Années 1480                                                                   |                                                                            | |       |
| 12     | Porte du Jerzual                          | 48° 27′ 19″ N, 2° 02′ 29″ O | Début du XIVe siècle, probablement en remplacement d'une porte du XIIe siècle |                                                                            | Principal accès au port, sa porte avancée, appelée porte Saint-Sébastien et aujourd'hui disparue, fut bouchée de la fin du XVIe siècle à 1642,                                   |       |
| 13     | Tour Sainte-Catherine (Voir sur Wikidata) | 48° 27′ 16″ N, 2° 02′ 18″ O | Début du XIVe siècle                                                          |                                                                            | |       |
| 14     | Tour Cardinal (Voir sur Wikidata)         | 48° 27′ 13″ N, 2° 02′ 23″ O | Fin du XIIIe siècle                                                           |                                                                            | |       |
| 15     | Tourelle Sainte-Catherine                 | 48° 27′ 10″ N, 2° 02′ 20″ O | Fin XIIIe siècle - Début XIVe siècle                                          | Vers 1782-1783                                                             | |       |
| 16     | Tour du Bois-Harouard                     | 48° 27′ 07″ N, 2° 02′ 22″ O | Fin XIIIe siècle - Début XIVe siècle                                          | Vers 1782-1783                                                             | |       |
| 17     | Tour Longue (Voir sur Wikidata)           | 48° 27′ 02″ N, 2° 02′ 28″ O | Fin XIIIe siècle - Début XIVe siècle                                          | Effondrée dans la nuit du 17 au 18 janvier 1982                            | |       |
| 18     | Tour Penthièvre (Voir sur Wikidata)       | 48° 27′ 00″ N, 2° 02′ 32″ O | Seconde moitié du XVe siècle                                                  |                                                                            | |       |
| 19     | Porte Saint-Louis (Voir sur Wikidata)     | 48° 27′ 00″ N, 2° 02′ 36″ O | 1620                                                                          |                                                                            | |       |
| 20     | Tour de Coëtquen (Voir sur Wikidata)      | 48° 26′ 59″ N, 2° 02′ 38″ O | 1476-1481                                                                     |                                                                            | |       |
| 21     | Porte du Guichet (Voir sur Wikidata)      | 48° 27′ 00″ N, 2° 02′ 40″ O | Fin XIIIe siècle - Début XIVe siècle                                          |                                                                            | Entrée principale, à l'aboutissement de la route menant de Nantes et Rennes. Son nom laisse supposer qu'un de ses vantaux comportait une porte piétonne. Bouchée de 1593 à 1932. |       |